# 罗保铭
羅保銘（1952年10月26日—），男，汉族，天津人，中华人民共和国政治人物。天津师范专科学校中文系中文专业毕业，南開大學明清史專業畢業在職研究生學歷，碩士學位。曾任中共海南省委书记、海南省人民政府省长；第十五、十六届中共中央候补委员，第十七、十八届中央委员。2024年7月25日因涉嫌严重违纪违法接受中央纪委国家监委纪律审查和监察调查。
2025年6月11日，上海市人民检察院以受贿罪向上海市第一人民法院提起公诉。

## 经历

### 早年
罗保铭中学时期就读于天津市第一中学。1969年5月参加工作，任內蒙古生產建設兵團班長、排長、副指導員。1971年8月加入中國共產黨。

### 天津市
1973年12月，任天津市無線電元件三廠工人、車間黨支部副書記。1978年11月，在天津師範專科學校中文系中文專業學習。1981年9月，任共青團天津市委青工部幹部。1984年3月，任共青團天津市委研究室主任。1984年11月，任共青團天津市委副書記。1985年11月，任共青團天津市委書記（其間：1987年9月至1988年1月，在中共中央黨校學習）。1992年4月，任中共天津市大港區委副書記、代區長（1993年3月当选區長）。1994年10月，任中共天津市大港區委書記、區長（1991年9月至1995年1月，在南開大學明清史專業读在職研究生，獲碩士學位）。1995年7月，任天津市商業委員會主任、中共天津市委商工委副書記。1997年10月，任中共天津市委常委、天津市商業委員會主任。1997年12月，任中共天津市委常委、宣傳部部長。

### 海南省
2001年7月，罗保铭空降海南省任中共海南省委副书记。并于2002年4月至9月兼任中共海南省委宣传部部长。2007年1月，任中共海南省委副书记，海南省人民政府副省长、代省长。2007年2月罗保铭当选海南省长。2011年8月，罗保铭升任中共海南省委书记，海南省人大常委会主任，海南省军区党委第一书记。
2017年4月1日，罗保铭因年龄原因不再担任中共海南省委书记，由时任海南省长刘赐贵接替他出任海南省委书记。

### 全国人大
2017年4月，任全国人民代表大会华侨委员会副主任委员。2018年2月，当选为第十三届全国人大代表，并继续担任全国人大华侨委员会副主任委员。至2023年3月届满卸任。

### 落马
2024年7月25日，罗保铭因涉嫌严重违纪违法，主动投案，接受中央纪委国家监委纪律审查和监察调查。成为中共十八大以来，继中共云南省委原书记秦光荣之后，第二名投案自首的已卸任省级党委书记。2025年1月24日，罗保铭遭到开除党籍处分。2025年6月11日，罗保铭被上海市人民检察院第一分院以受贿罪起诉。